# 铁路劳工法
铁路劳工法（英語：Railway Labor Act）是美国一部的联邦法律，旨在通过协商、调解和仲裁等方式，和平解决铁路及航空运输业的劳资争议，从而避免因罢工等行为对商业，物资和旅客运输造成干扰。该法案建立了一套详尽的程序，用于处理劳资双方在薪酬、工作规则和劳动条件等方面的分歧。

## 概要与机制
该法案的核心在于建立了一系列强制性的争议解决程序，并设立了关键的联邦机构来监督这些程序的执行。《铁路劳工法》通过第154条设立了全国调解委员会（NMB）。该委员会是独立于联邦政府行政部门的机构，由三名成员组成，由美国总统经参议院同意后任命。 委员会的主要职能（第155条）包括：
- 调解利益争议：当承运人（公司）与雇员之间就新的薪酬、规则或工作条件无法达成协议时，委员会应介入进行调解，努力促使双方达成一致。[3]
- 处理代表权争议：当雇员对于由哪个工会作为其合法代表产生争议时，委员会有权进行调查并组织选举，以确定合法的集体谈判代表。
- 提供仲裁便利：在调解失败后，推动并协助双方进入自愿仲裁程序。

法案第156条还规定了更改薪酬、规则和工作条件的严格程序。任何一方（承运人或工会）若想变更现行协议，必须提前至少30天向对方发出书面通知。双方必须在此后进行协商会议。如果在通知发出后的10天内未能举行会议，任何一方都可以请求全国调解委员会介入调解。
该条款最关键的一点是维持现状 (英語：Status Quo) 的要求：从发出通知开始，直到所有争议解决程序（包括调解、总统紧急委员会介入等）结束前，承运人不得单方面改变薪酬、规则或工作条件，雇员也不得进行罢工。这一机制确保了在争议解决期间运输系统的正常运行。根据法案第157条，如果全国调解委员会的调解努力未能成功解决争议，委员会有责任“尽一切努力”说服双方同意将争议提交仲裁 。值得注意的是，此处的仲裁是自愿的，必须经由劳资双方共同同意才能启动。
若双方同意仲裁，必须依据第158条签订一份正式的书面的仲裁协议。该协议必须包含以下内容：需要仲裁的具体问题；裁决将提交至相应的美国地方法院备案；仲裁裁决对各方具有最终约束力；仲裁员的人数（三人或六人）及其产生方式；仲裁程序中的作证和文件提交规则。
这份协议一旦签署，即具有法律效力，其结果对双方均构成强制约束。

## 历史发展与影响
《铁路劳工法》自1926年颁布以来，经过多次修正，重塑了美国关键运输行业的劳资关系。其独特的争议解决机制至今仍在发挥关键作用，同时亦带了来自多方的争议。

### 颁布初期与1934年修正案
该法案最初是在铁路公司和工会的共同支持下通过的，旨在用一种更有序的框架取代此前动荡的罢工时代。法案颁布后的几年里，大规模的破坏性罢工确实显著减少，证明了其初步的成功。然而，初版法案在保障工人自由选择代表方面存在漏洞，许多公司通过建立“公司工会”（英語：Company Unions）来干预和控制劳方代表。为了解决这一问题，国会于1934年通过了关键的修正案，主要内容包括：明确禁止干预：修正案明确禁止承运人干涉、影响或强迫雇员组织工会或选择代表的行为，并彻底取缔了公司工会；强化代表选择权：赋予全国调解委员会通过秘密投票或其他适当方式解决代表权争议的权力，确保工人选择的独立性。同时国会还设立了全国铁路调整委员会 (NRAB)：一个独立的仲裁机构，专门处理所谓的“次要争议”（英語：Minor Disputes），即因解释或应用现有集体谈判协议而产生的申诉。这使得因合同理解分歧引发的罢工几乎绝迹。

### 1936年修正案扩展至航空业
随着航空业的兴起，其劳资关系也开始面临与铁路相似的挑战。鉴于《铁路劳工法》在稳定铁路行业方面取得的成功，国会于1936年通过修正案，将其适用范围扩展至当时新兴的商业航空业。自此，美国所有主要的航空公司及其雇员（如飞行员、空乘人员、地勤和机械师等）都受该法案的管辖。

### 法律实施效果与特点
《铁路劳工法》的核心目标是不惜一切代价避免商业中断。这一目标使其在程序和理念上与适用于多数其他私营行业的《全国劳工关系法》（NLRA）有显著区别。首先，铁路谈判的调解过程极其漫长。漫长的“冷却期”通常持续数月甚至数年。在此期间，双方必须维持现状，禁止公司单方面改变劳动条件，也禁止工会罢工。这一设计旨在为双方提供充分的时间来达成协议，但也因其拖延而受到批评。
同时，铁路劳工法下的罢工权利受到严格限制。只有在全国调解委员会宣布调解失败，并结束30天“冷却期”后，工会才能合法罢工。即便如此，总统仍可设立总统紧急事务委员会（PEB），进一步将罢工推迟60天。铁路劳工法赋予联邦政府，特别是总统和国会以极大的干预权力。如果争议被认为威胁到“州际商业的必要运输”，国会有最终权力介入，通过立法强制执行一份劳动合同，从而结束争端。

### 2022年铁路劳资争议
2022年末，美国铁路行业濒临一场全国性的大罢工，这起事件展示了《铁路劳工法》在现代的运作流程及其最终的强制力。
谈判与调解失败：铁路公司与多个工会就带薪病假等问题进行了长达两年的谈判，但未能达成协议。全国调解委员会的调解也以失败告终。拜登总统任命了一个总统紧急事务委员会，该委员会发布了一份包含妥协性建议的报告。尽管部分工会领导层接受了基于PEB建议的临时协议，但由于多个工会的普通会员投票否决了协议，使得罢工的可能性迫在眉睫。
由于罢工预计将对美国经济造成每日高达20亿美元的损失并严重扰乱供应链，拜登总统呼吁国会介入。最终，国会通过立法，将临时协议强加于劳资双方，强制避免了罢工的发生。
这起事件凸显了《铁路劳工法》的根本逻辑：当和平手段用尽时，保障国家经济和运输系统的稳定运行优先于劳方的罢工权利。它证明了该法案至今仍然是维护美国交通大动脉稳定的核心法律工具。